# Lama Mocogno
Lama Mocogno is een gemeente in de Italiaanse provincie Modena (regio Emilia-Romagna) en telt 3004 inwoners (31-12-2004). De oppervlakte bedraagt 63,8 km², de bevolkingsdichtheid is 48 inwoners per km².
De volgende frazioni maken deel uit van de gemeente: La Santona, Montecenere, Piane di Mocogno.

## Demografie
Lama Mocogno telt ongeveer 1405 huishoudens. Het aantal inwoners daalde in de periode 1991-2001 met 0,2% volgens cijfers uit de tienjaarlijkse volkstellingen van ISTAT.
| Jaar | Inwoneraantal |
| ---- | ------------- |
| 1991 | 3039          |
| 2001 | 3032          |

## Geografie
De gemeente ligt op ongeveer 842 m boven zeeniveau.
Lama Mocogno grenst aan de volgende gemeenten: Montecreto, Palagano, Pavullo nel Frignano, Polinago, Riolunato.